# 相澤トオル
相澤 トオル（あいざわ トオル、1971年（昭和46年）7月2日 - ）は茨城県龍ケ崎市出身の洋画家。 ニューヨークのAgora Gallery専属作家として活動している。本名は相澤透。

## 来歴
元日本表象美術協会委員
二科会会員の両親の間に生まれる。
1990年、日本表象美術協会（日象展]）に、題名「CAT'S」を出品し、新人奨励賞を受賞する。
1992年から日本表象美術協会会員となり、茨城支部長を務める。1997年に日本表象美術協会委員に推挙される。同年、アメリカから帰国途中飛行機のエンジントラブルによりアラスカ （アンカレッジ空港）に不時着　その時観たアラスカの印象に感動して「アラスカの思い出」シリーズを作成した。
2000年に日本表象美術協会を退会する。
2005年にニューヨークAgora Galleyとの日本人初の専属作家契約を結ぶ。

## 賞歴
- 1993年: 日本表象美術協会ゆりや賞